# Out of Sight (canção)
"Out of Sight" é uma canção rhythm and blues gravada por James Brown em 1964. É um blues de doze compassos escrito por Brown sob o pseudônimo de "Ted Wright", usando staccato com ritmos dançantes, e uma vibrante sessão de sopro com arranjos instrumentais. Foi um passo importante no desenvolvimento do funk. Em sua autobiografia de 1986, Brown escreveu que:

"Out of Sight" foi outro começo, musicalmente e profissionalmente. Minha música - e a maioria das músicas - mudou com "Papa's Got a Brand New Bag", mas realmente começou com "Out of Sight" ... Você consegue ouvir a banda e eu nos movendo em outra direção ritmicamente. A sessão de sopro, as guitarras, os vocais, tudo estava começando a ser usado para estabelecer todos os tipos de ritmos de uma vez... Eu estava tentando pegar cada aspecto da produção para contribuir com os padrões rítmicos.

"Out of Sight" foi o terceiro single de Brown gravado para a Smash Records no meio de uma disputa contratual com sua principal gravadora, a  King Records. Um sucesso pop significante, alcançou o número 24 da parada Billboard Hot 100, e 5 na parada R&B da revista Cashbox. (A revista Billboard tinha suspenso suas listas de R&B nesta época.) Também foi a última canção que James gravaria no espaço de um ano, pois a corte ainda decidia sobre sua disputa com a King, o que o impedia de gravar qualquer vocal pela Smash Records.
"Out of Sight" foi uma das primeiras gravações de Brown a ter a participação do saxofonista Maceo Parker. No Lado-B do single, "Maybe the Last Time", foi sua última gravação de estúdio com os The Famous Flames. Além de ser lançado como single, "Out of Sight" apareceu no álbum Out of Sight, que foi rapidamente retirado das lojas. Foi relançado pela King em 1968 com uma faixa faltando e com o título de James Brown Sings Out of Sight.

## Músicos
- James Brown - vocais

com a James Brown Band:
- McKinley "Mack" Johnson - trompete
- Ron Tooley - trompete
- Robert Knight - trompete
- Joe Dupars - trompete
- Wilmer Milton - trombone
- Nat Jones - saxofone alto
- Eldee Williams - saxofone tenor
- St. Clair Pinckney - saxofone tenor
- Al "Brisco" Clark - saxofone tenor
- Maceo Parker - saxofone barítono
- Lucas "Fats" Gonder ou Bobby Byrd - orgão
- Les Buie - guitarra
- Bernard Odum - Baixo
- Melvin Parker - bateria[5]

## Outras gravações
Performances de "Out of Sight" aparecem no álbum Live at the Garden e no filme/concerto T.A.M.I. Show.

## Versões cover
- Van Morrison e a banda Them fizeram uma cover de "Out of Sight" em seu álbum de 1966 Them Again.
- Billy Vera canta a canção no álbum de Brown de 1989 Soul Session Live